# Манон 70
„Манон 70“ (на френски: Manon 70) е френско-италианско-германски филм от 1968 година, драма на режисьора Жан Аурел.

## Сюжет
Манон е аморална, свободна по дух млада жена, която използва секса, за да се обгради в относително луксозна обстановка. Журналистът Франсоа я вижда на летището и се влюбва в нея. След като пристигнат в Париж, той я следи и я открадва от мъта с когото тя пътува. Франсоа и Манон се влюбват, но братът на Манон иска да преживява от сестра си и им създава проблеми. Манон се опитва да бъде с един богат човек и едновременно с Франсоа...

## В ролите
| Изпълнител      | Роля             |
| --------------- | ---------------- |
| Катрин Деньов   | Манон            |
| Сами Фрей       | Де Грие          |
| Жан-Клод Бриали | Жан-Пол          |
| Робърт Уебър    | Раваджи          |
| Елза Мартинели  | Ани              |
| Пол Хюбшмид     | Симон            |
| Клод Гения      | Съпруга          |
| Жан Мартин      | човекът в хотела |